# パワー・オブ・ザ・ナイト
『パワー・オブ・ザ・ナイト』（Power of the Night）は、アメリカ合衆国のヘヴィメタル・バンド、サヴァタージが1985年に発表したスタジオ・アルバム。フル・レングスのスタジオ・アルバムとしては2作目で、バンドのメジャー・デビュー作に当たる。

## 解説
過去にオジー・オズボーンやY&T等の作品を手掛けたマックス・ノーマンが、プロデューサー及びレコーディング・エンジニアとして参加した。アトランティック・レコードは「ハード・フォー・ラヴ」や「スカル・セッション」といった曲の歌詞を問題視し、その結果、再プレス盤にはペアレンタル・アドバイザリーの勧告が付された。
本作に伴うツアーを最後にキース・コリンズが脱退し、結果的にはオリジナル・ラインナップによる最後のアルバムとなった。なお、本作のベース・パートの一部は、ジョン・オリヴァとクリス・オリヴァにより弾き直されている。
Geoff Orensはオールミュージックにおいて5点満点中2.5点を付け「バンドはここでも、タイトル曲や"Necrophilia"といったエキサイティングなメタル・ナンバーを引き続き生み出しているとはいえ、以前の"The Dungeons Are Calling"や"I Believe"に匹敵する曲はない」「唯一、バンド初の真のパワー・バラードと言える"In the Dream"は新しい方向性を示しており、多くのメタルのバラードと違っておざなりでなく、感動的に仕上げられている」と評している。
2011年にEar Musicから発売されたドイツ盤リマスターCDには、1990年のライヴ音源がボーナス・トラックとして追加された。

## 収録曲
1. パワー・オブ・ザ・ナイト - "Power of the Night" - 5:14
  - 作詞：ジョン・オリヴァ／作曲：クリス・オリヴァ
2. アンユージュアル - "Unusual" - 4:27
  - 作詞：キース・コリンズ、ジョン・オリヴァ／作曲：クリス・オリヴァ、ジョン・オリヴァ
3. ウォリアーズ - "Warriors" - 4:03
  - 作詞：ジョン・オリヴァ、キース・コリンズ／作曲：クリス・オリヴァ、ジョン・オリヴァ、キース・コリンズ
4. ネクロフィリア - "Necrophilia" - 3:36
  - 作詞：ジョン・オリヴァ、キース・コリンズ／作曲：クリス・オリヴァ
5. ウォッシュト・アウト - "Washed Out" - 2:15
  - 作詞：ジョン・オリヴァ／作曲：ジョン・オリヴァ、クリス・オリヴァ
6. ハード・フォー・ラヴ - "Hard for Love" - 3:59
  - 作詞：ジョン・オリヴァ、キース・コリンズ／作曲：ジョン・オリヴァ、クリス・オリヴァ
7. ファウンテイン・オブ・ユース - "Fountain of Youth" - 4:31
  - 作詞：ジョン・オリヴァ、キース・コリンズ、スティーヴ・ワコルズ／作曲：クリス・オリヴァ
8. スカル・セッション - "Skull Session" - 3:21
  - 作詞：ジョン・オリヴァ／作曲：クリス・オリヴァ、ジョン・オリヴァ
9. スタック・オン・ユー - "Stuck on You" - 3:09
  - 作詞：ジョン・オリヴァ／作曲：クリス・オリヴァ、キース・コリンズ
10. イン・ザ・ドリーム - "In the Dream" - 4:17
  - 作詞：ジョン・オリヴァ／作曲：ジョン・オリヴァ、クリス・オリヴァ

### 2002年リマスターCDボーナス・トラック
1. "Power of the Night (Live)"
  - 作詞：ジョン・オリヴァ／作曲：クリス・オリヴァ
2. "Sirens (Live)"
  - 作詞・作曲：ジョン・オリヴァ、クリス・オリヴァ

### 2011年リマスターCDボーナス・トラック
1. "City Beneath the Surface (Live)" - 5:01
  - 作詞・作曲：ジョン・オリヴァ、クリス・オリヴァ
2. "Hounds (Live)" - 7:20
  - 作詞・作曲：ジョン・オリヴァ、クリス・オリヴァ、ポール・オニール

## 参加ミュージシャン
- ジョン・オリヴァ - ボーカル、キーボード
- クリス・オリヴァ - ギター
- キース・コリンズ - ベース
- スティーヴ・ワコルズ - ドラムス